# Salernas
Salèrna (en francès Salernes) és un municipi francès situat al departament del Var i a la regió de Provença – Alps – Costa Blava.

## Demografia
| 1962                                       | 1968  | 1975  | 1982  | 1990  | 1999  | 2006  |
| ------------------------------------------ | ----- | ----- | ----- | ----- | ----- | ----- |
| 2.233                                      | 2.362 | 2.469 | 2.882 | 3.012 | 3.269 | 3.652 |
| Des de 1962: població sense dobles comptes |       |       |       |       |       |       |

## Administració
| Període   | Identitat              | Partit |
| --------- | ---------------------- | ------ |
| 2001-2008 | Claude Laugier         |        |
| 2008-     | Nicole Fanelli-Emphoux | PS     |